# Turtles
Turtles (거북이) fue un grupo de K-pop que debutó en el año 2001.
El vocalista del grupo, Turtleman (nacido Lim Sung-hoon), falleció de un ataque al corazón el 2 de abril de 2008; fue encontrado muerto en su departamento por su mánager a las 2:30 p. m..
El 4 de septiembre, a cinco meses del deceso de quien fue el líder del grupo, las restantes miembros anunciaron la disolución definitiva de este en una conferencia de prensa.

## Integrantes
- Turtleman (터틀맨, rap) (fallecido el 2 de abril de 2008)
- Z-E (rap)
- Keum Bi (금비, vocal)

## Discografía
Álbumes
1. Go! Boogie! (Go! Boogie! 거북이), (2001)
2. Turtles 2 (2003)
3. Turtles 3 (2004)
4. Buy Turtles (거북이 사요) (2006)
5. Oh Bang Gan Da (오방간다), (2008)

Otros
1. Remake Single (2007)